# Grandes Jorasses
Grandes Jorasses (4208 m n. m.) je hora v Montblanském masivu v Grajských Alpách. Leží na hranici mezi Francií (region Rhône-Alpes) a Itálií (region Valle d'Aosta). Hřeben Grandes Jorasses probíhá od sedla Col des Hirondelles (3491 m) na východě po sedlo Col des Grandes Jorasses (3870 m) na západě. Na západ od sedla Col des Grandes Jorasses se nachází hřeben Rochefort.
Grandes Jorasses má tyto vrcholky (od východu na západ):
- Pointe Walker (4208 m n. m.) - nejvyšší vrchol, zakončení hřebene Hirondelles
- Pointe Whymper (4104 m n. m.)
- Pointe Croz (4110 m n. m.)
- Pointe Helene (4045 m n. m.)
- Pointe Margarita (4065 m n. m.)
- Pointe Young (3996 m n. m.)

Severní stěna Grandes Jorasses nad ledovcem Glacier de Leschaux je vysoká 1200 m. Klasickou cestou z této strany je Walkerův pilíř (Cassin/Esposito/Tizzoni, 1938, TD+/ED1, IV, 5c/6a, A1, 1200 m).
Walkerův pilíř na Grandes Jorasses, severní stěna Eigeru a severní stěna Matterhornu tvoří tzv. "Alpský triptych" (první cesty nejnáročnějšími stěnami Alp).
Na vrchol jako první vystoupili 30. června 1868 Horace Walker, Melchior Anderegg, Johann Jaun a Julien Grange